# Luís Morais
Luís Morais (23. kolovoza 1930. – 6. siječnja 2020.), također poznat kao Cabeção, bio je brazilski nogometaš. Igrao je za brazilska nogometnu reprezentaciju u finalu Svjetskog prvenstva u nogometu 1954. godine.
Cabeção je igrao nogomet za klubove Corinthians, Bangu, Portuguesa, Comercial-SP, Juventus-SP i Portuguesa Santista. S Corinthiansima je osvojio Campeonato Paulista 1951., 1952. i 1954. godine. Cabeção je umro 6. siječnja 2020. u dobi od 89 godina.